# Mussaendopsis malayana
Mussaendopsis malayana är en måreväxtart som beskrevs av Takasi Takashi Yamazaki. Mussaendopsis malayana ingår i släktet Mussaendopsis och familjen måreväxter. Inga underarter finns listade i Catalogue of Life.